# Soufiane Alloudi
Soufiane Alloudi (in arabo سفيان علودي‎?; El Gara, 1º  luglio 1983) è un calciatore marocchino, attaccante del Kawkab de Marrakech.

## Carriera

### Club
Ha giocato nel campionato marocchino e emiratino.

### Nazionale
Tra il 2006 e il 2010 è sceso in campo 17 volte con la maglia della nazionale marocchina, con la quale nel 2008 ha anche partecipato alla Coppa d'Africa.

## Palmarès

### Club

#### Competizioni nazionali
- Campionato marocchino: 2

Raja Casablanca: 2003-2004, 2010-2011
- Coppa del Marocco: 1

Raja Casablanca: 2004-2005
- Coppa del Presidente degli Emirati Arabi Uniti: 1

Al-Ain: 2008-2009
- Coppa di Lega emiratina: 1

Al-Ain: 2008-2009

#### Competizioni internazionali
- Coppa CAF: 1

Raja Casablanca: 2003
- Coppa dei Campioni araba per club: 1

Raja Casablanca: 2006